# Giorgio Ascanelli
Giorgio Ascanelli (Ferrara, 23 de fevereiro de 1959) é um engenheiro automotivo italiano que trabalhou vários anos na Fórmula 1. Atualmente é o chefe técnico da Brembo, fornecedora de freios da Fórmula 1.

## Carreira
Ascanelli começou sua carreira no automobilismo em 1985, quando começou a trabalhar na equipe de Fórmula 1 da Ferrari como engenheiro de cálculos. Depois de dois anos processando dados numéricos, em 1987, ele se mudou para o programa de rali da Fiat com a Abarth, mas antes do final desse ano ele tinha voltado para a Ferrari e começou a trabalhar como engenheiro de corrida de Gerhard Berger. Foi o início de uma união que durou três temporadas antes de Berger deixar a Ferrari para se juntar a McLaren.
Em 1990, ele foi levado para a Benetton pelo seu ex-chefe na Ferrari, John Barnard. Ascanelli trabalhou na Benetton, como engenheiro do tricampeão mundial Nelson Piquet, por duas temporadas, mas após a partida de Barnard, seguido pela decisão de Piquet de se aposentar das corridas de Fórmula 1, Ascanelli foi para a McLaren para a temporada de 1992, a pedido de Gerhard Berger. Ele acabou trabalhando com o companheiro de equipe de Berger, Ayrton Senna, nas duas temporadas seguintes. No decorrer da temporada de 1993 a parceria resultou em algumas das vitórias mais famosas do tricampeão brasileiro.
Quando Senna se mudou para a Williams em 1994, Ascanelli não durou muito tempo na McLaren e voltou para a Itália em 1995 para trabalhar com Berger e Barnard novamente. Ele se tornou chefe de engenharia de pista da Ferrari, supervisionando Berger e Jean Alesi. Ele permaneceu nesse cargo até no início de 1998, quando foi anunciado que ele não ia mais viajar para as corridas naquele ano, devido seu trabalho ter sido assumido por Ross Brawn. Apesar desta mudança de funções, Ascanelli permaneceu na Ferrari. Depois de um período a cargo de pesquisa e desenvolvimento na Ferrari, ele esteve envolvido na ligação técnica entre Ferrari e Prost Grand Prix. Logo depois ele se mudou para a Maserati, onde chefiou o departamento de competição antes de retornar à Fórmula 1, em abril de 2007, com a Toro Rosso, onde foi nomeado diretor técnico e pouco tempo depois viu a inesperada vitória de Sebastian Vettel no Grande Prêmio da Itália de 2008.
Em meados de 2012, a sua ausência nos Grandes Prêmios foi objeto de várias especulações. Em setembro de 2012, a Toro Rosso confirmou que Ascanelli havia deixado o time de Faenza. Ele foi substituído na equipe por James Key. Em fevereiro de 2013, Giorgio Ascanelli se juntou a Brembo, fornecedora de freios da Fórmula 1, como o novo chefe técnico da companhia.